# 巴黎地鐵1號線
巴黎地铁1号线（法語：Ligne 1 du métro de Paris）是法國巴黎地铁最早通车、最繁忙的東西向路線，於1900年世界博览会时启用。本線自拉德芳斯起，往東與道路共構跨越塞納河後轉入地下進入巴黎市區，沿途經過巴黎市区中轴线上的戴高樂廣場、凱旋門、香榭麗舍大道、卢浮宮、巴士底狱等著名景點，訖於文森城堡。

## 歷史

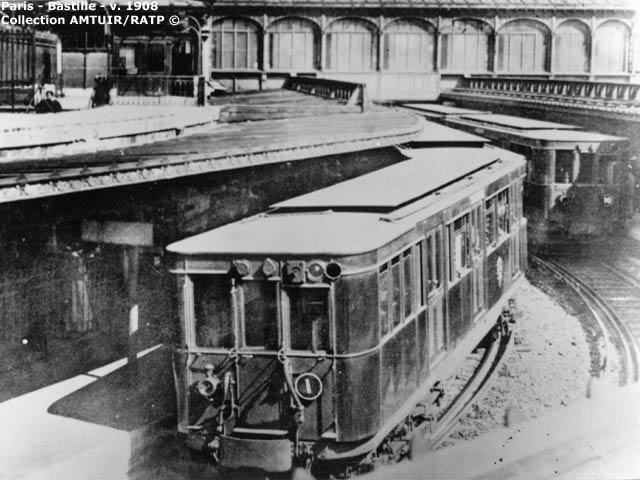
1908的巴士底站

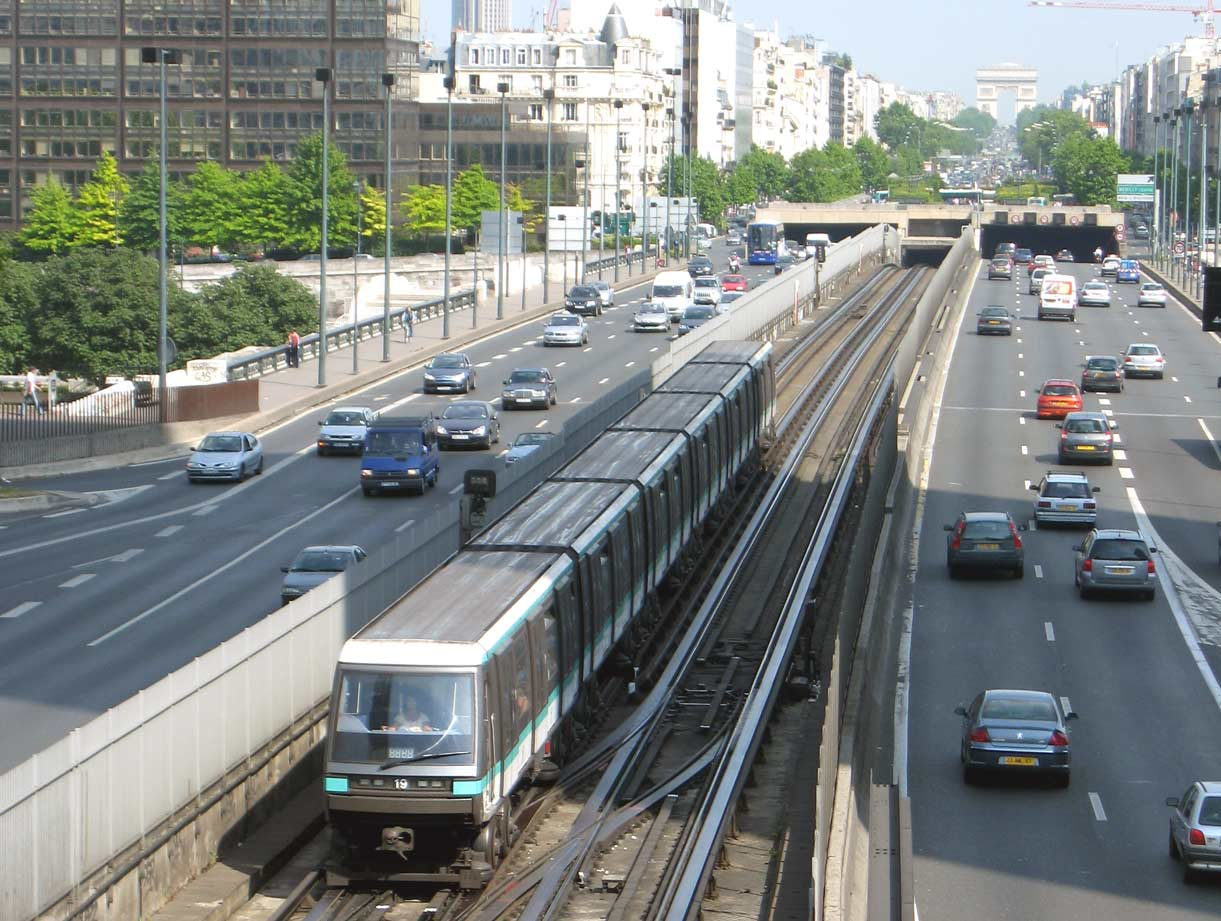
MP 89列车行驶在讷伊桥上前往拉德芳斯

关于巴黎地铁建设的想法源于1845年，铁路公司偏好利用连接郊区铁路网构建地铁，而市政府希望在市内新建不同系统的中小型铁路，双方争执数十年，直到巴黎交通状况持续恶化，暨1900年世博会临近，最终市政府的计划被采用。而1号线即为巴黎地铁网络一期工程的一部分。
1898年10月4日，地铁1号线正式动工兴建，隧道的建设采用了明挖回填法，塞纳河沿岸路段的各种管线因此进行了大幅度的改造。
1900年7月19日，1号线竣工通车，线路行走在在马约门站和文森门站之间。但基于对客流增长的考虑，并非所有的车站都在当天启用，18个车站中仅启用了8个。直到同年8月6日與9月1日，其餘10站才陆续启用。地铁车站均采用宽4.1米，长75米的月台布局。
地铁通车之后，客流量一直稳步增长，发车频率也相应的从10分钟一班调整为6分钟一班，后又调整为3分钟一班。列车长度也从一开始的3节扩展到后来的4节。但4节车厢的长度仅达到36米，也无法占满月台的一半长度，因此从1908年开始，5节的斯普拉格-汤普森列车投入使用，能够占用更多的月台长度和容纳更大的客流量。1920年代后，斯普拉格列车的单节车厢长度已达到13.6米。
1934年3月24日，线路向东延长至文森城堡站，因此原来的东部终点文森门站的终点环路弃用。
1936年11月15日，线路计划向西延长至讷伊桥站，为了避免和固有的巴黎环城铁路平交，马约门站關閉重建。
1937年4月29日，西延段通車。此后50余年间线路一直未做改动。
1992年，线路计划向西延长到拉德芳斯，跨越塞纳河。但鉴于此前RER A线修建河底隧道的成本偏高，1号线的延长段经由改造的讷伊桥通过塞纳河。4月1日，拉德芳斯路段通車。之前，拉德芳斯公共管理局曾提议修建的两个新车站：拉德芳斯-米歇尔站和爱丽舍-拉德芳斯站由于线路走向的改变（过桥而不是河底隧道）而弃用。拉德芳斯广场站和拉德芳斯站取而代之。
2005年，地铁營運單位巴黎大众运输公司（RATP）和西门子公司签订了一份合同，将斥资3080万欧元用于地铁自动化项目建设，其中包括完全自动驾驶、数据传输系统、中央控制调度等新技术设备。相關自动化工程於2007年开始逐步进行。
2008年12月开始，全线各个车站陆续进行自动化翻新，加装月台闸门。之前，RATP亦在13号线上测试过月台门，最终于2007年3月与Kaba集团签署关于月台门的合同。
2013年4月开始，1号线成为一条完全自动化的地铁线路，并将成为全球首例将传统地铁转变为全自动地铁的线路，車輛更新為自动驾驶的MP 05列车，全线各个车站加装的月台闸门已于2011年4月完成。

## 车站列表

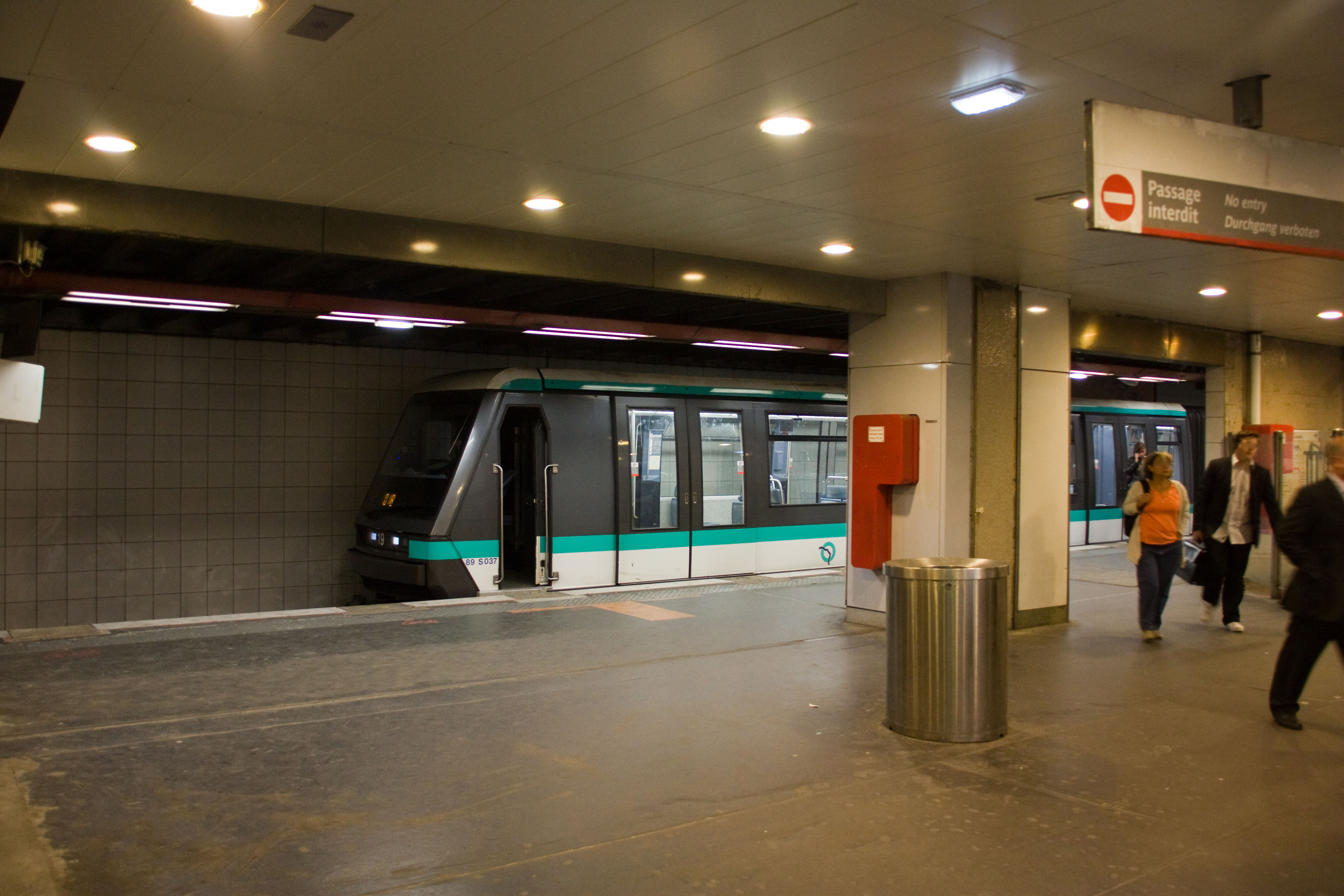
拉德芳斯站

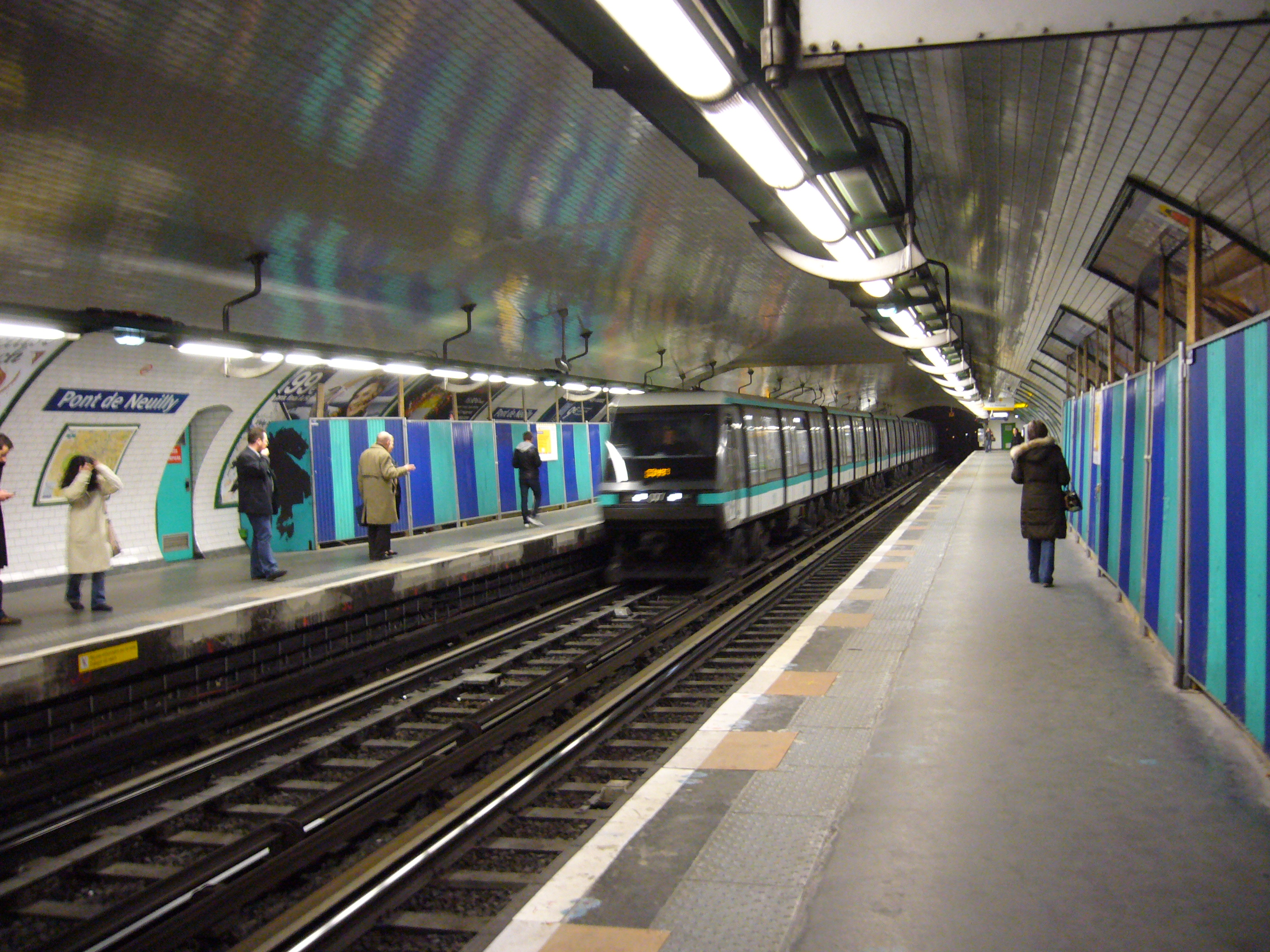
翻新中的讷伊桥站

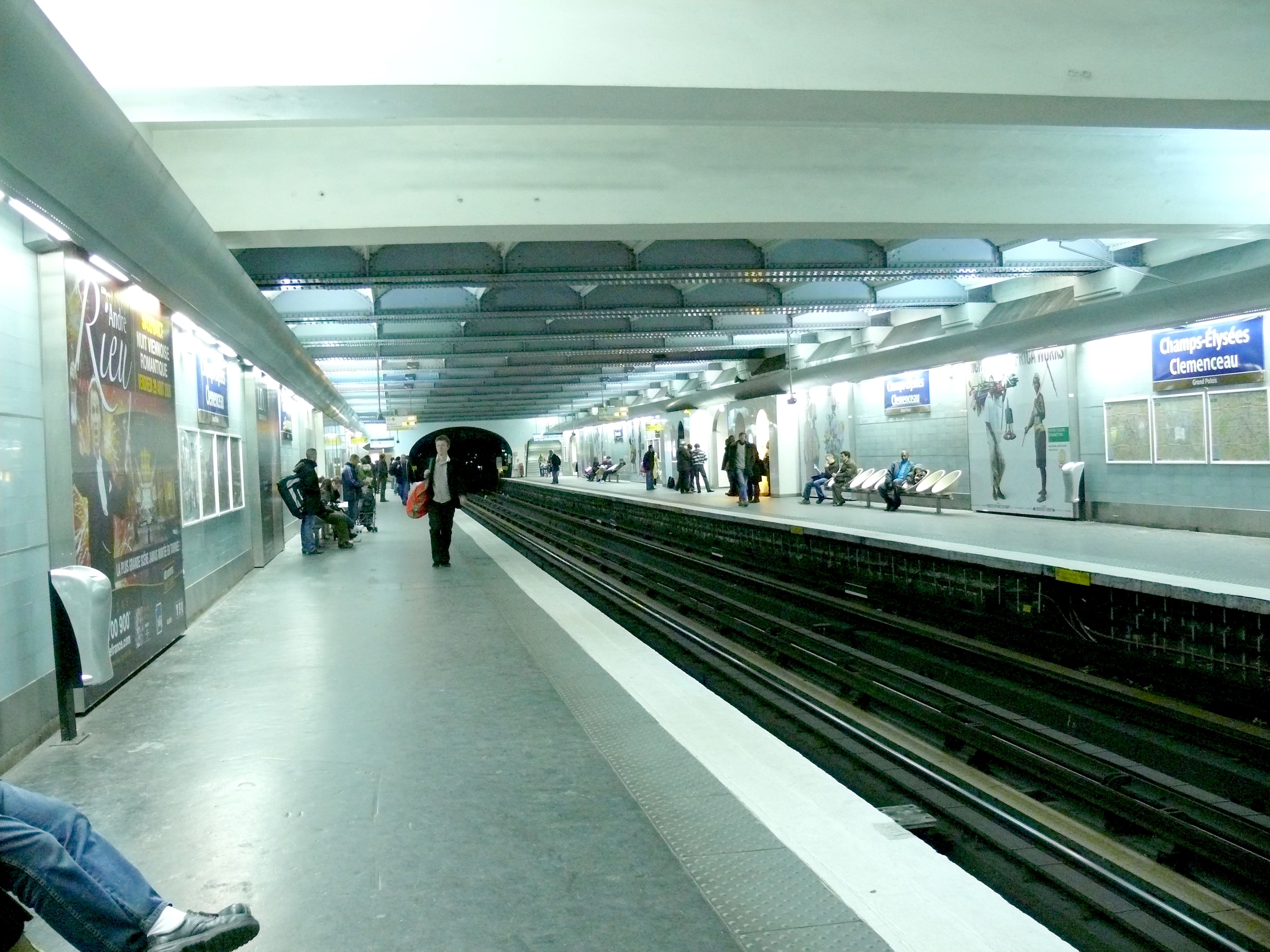
香榭丽舍-克列孟梭站

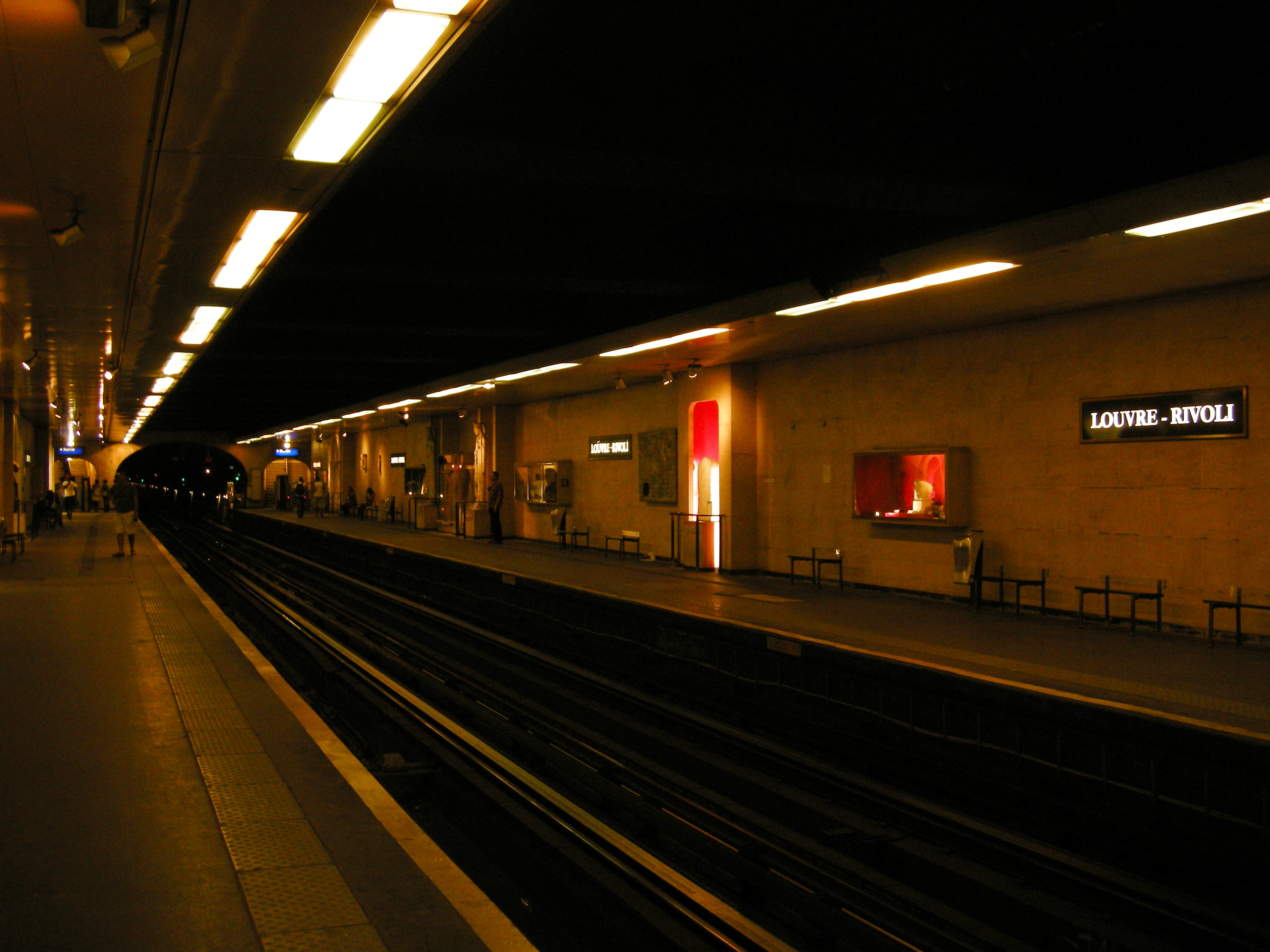
卢浮-里沃利站

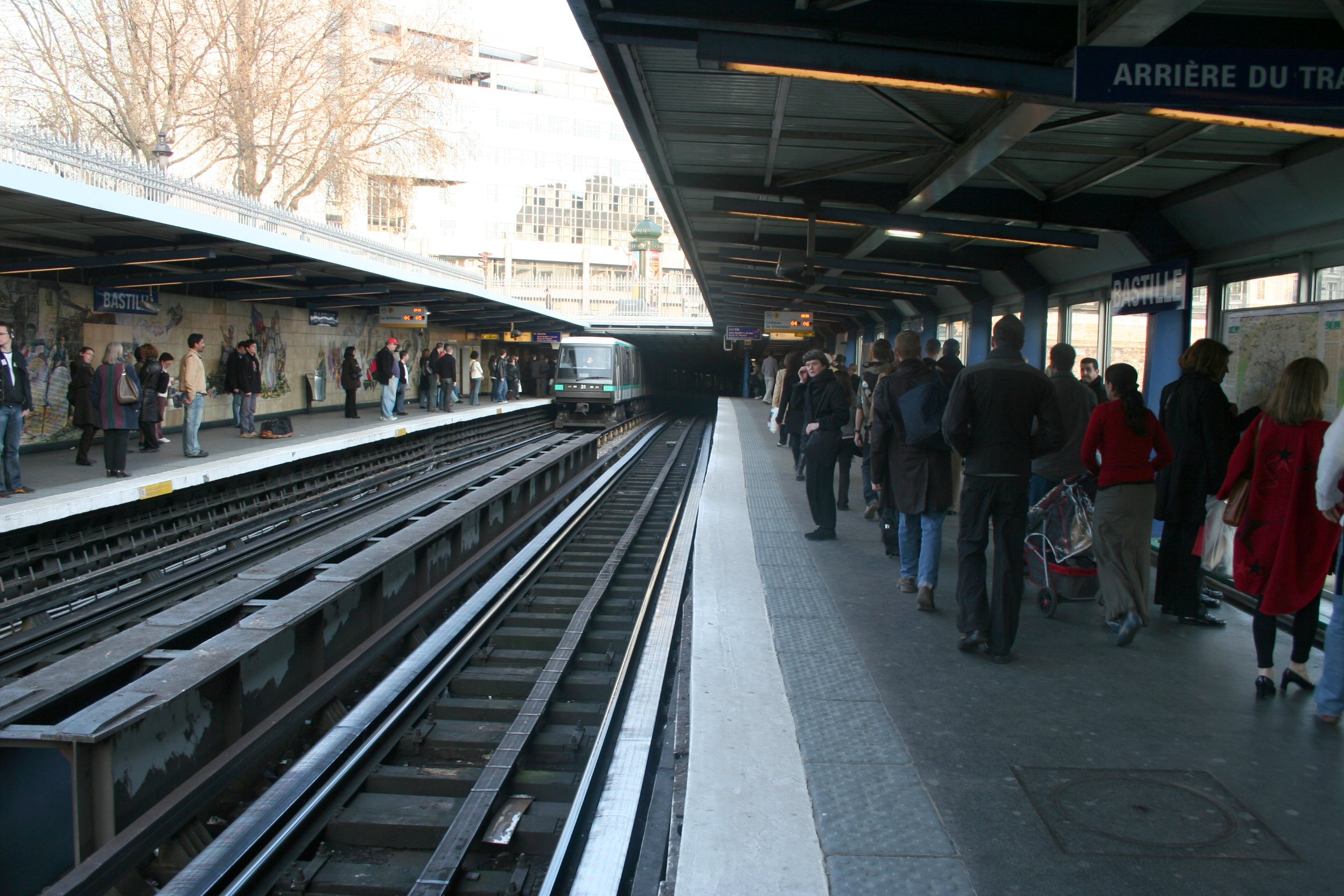
巴士底站

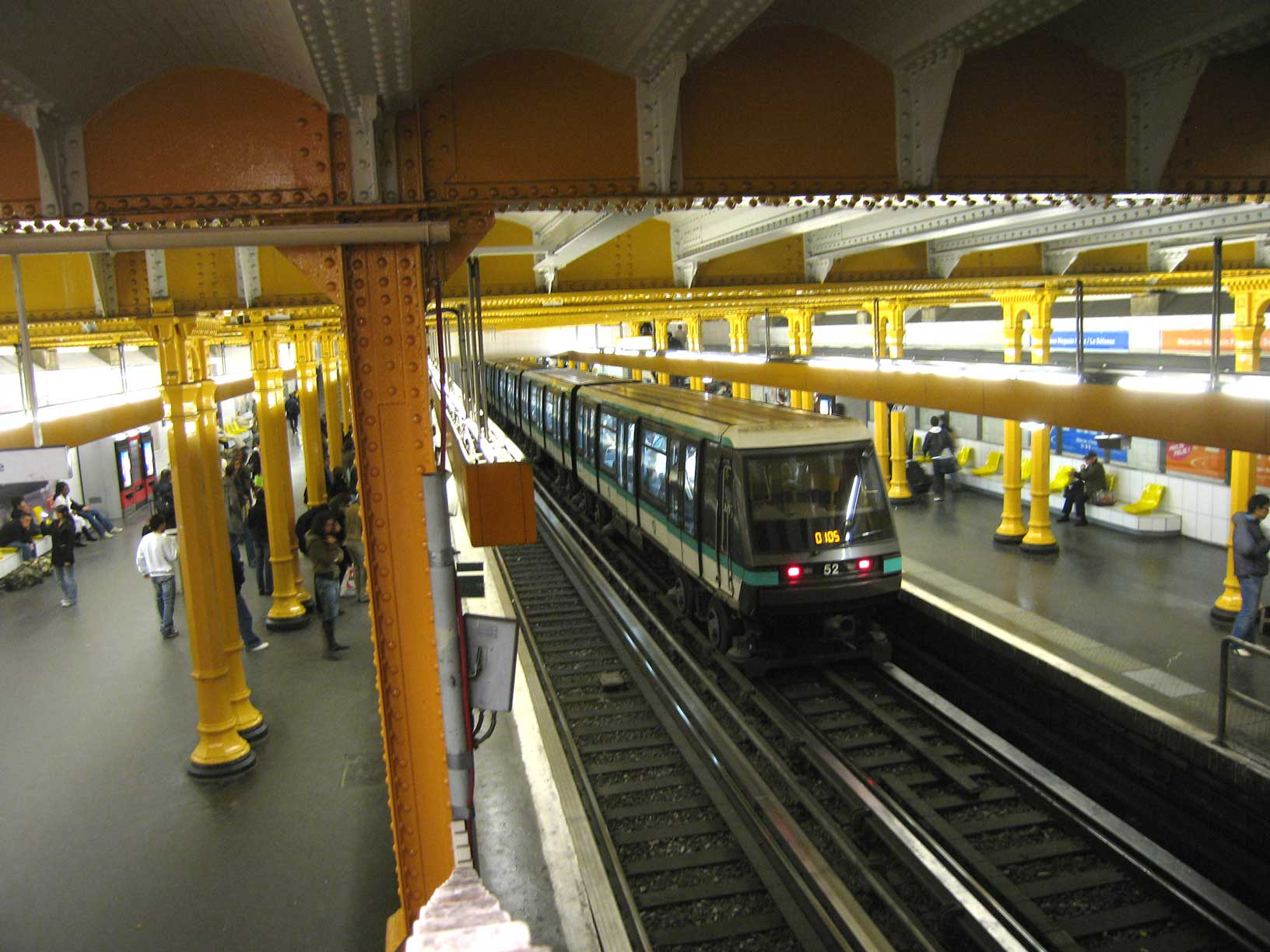
里昂車站

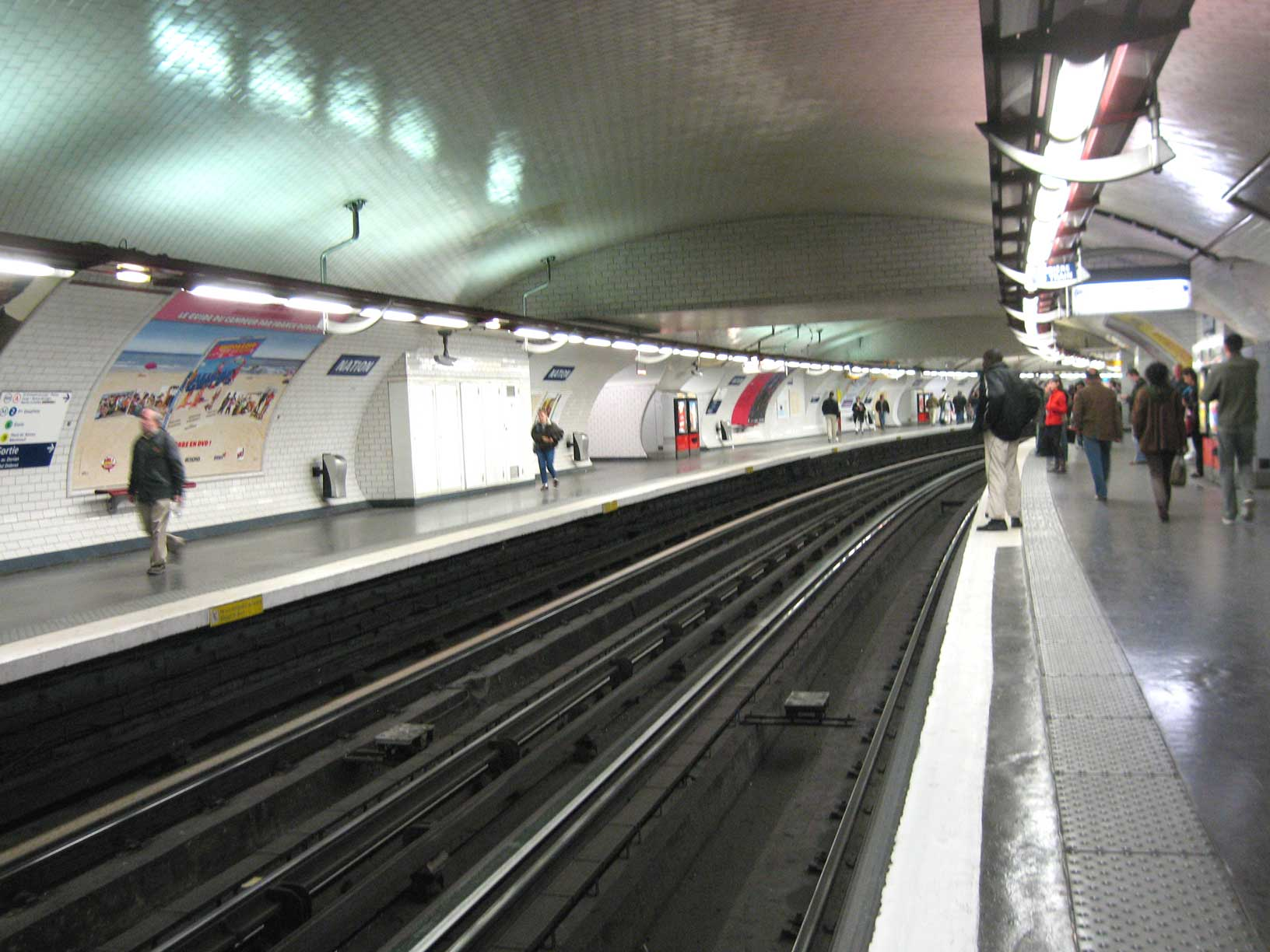
民族广场站

| 無障礙通行 | 中文站名          | 法文站名 | 轉乘路線                                  | 所在地     | 所在地          |
| ---------- | ----------------- | -------- | ----------------------------------------- | ---------- | --------------- |
| ✓          | 拉德芳斯          |          | (RER) · (A) · [T] · [L] · [U] · (T) · (2) | 上塞納省   | 皮托            |
| ✓          | 拉德芳斯廣場      |          |                                           | 上塞納省   | 庫爾貝瓦、皮托  |
|            | 訥伊橋            |          |                                           | 上塞納省   | 塞納河畔納伊    |
|            | 薩布隆            |          |                                           | 上塞納省   | 塞納河畔納伊    |
|            | 馬約門            |          | （訥伊-馬約門）                           | 巴黎       | 16區、17區      |
|            | 阿根廷            |          |                                           | 巴黎       | 16區、17區      |
|            | 夏爾·戴高樂-星形  |          | (M) · (2) · (6) · (RER) · (A)             | 巴黎       | 8區、16區、17區 |
|            | 喬治五世          |          |                                           | 巴黎       | 8區             |
|            | 富蘭克林·D·羅斯福 |          | (M) · (9)                                 | 巴黎       | 8區             |
|            | 香榭麗舍-克列孟梭 |          | (M) · (13)                                | 巴黎       | 8區             |
|            | 協和              |          | (M) · (8) · (12)                          | 巴黎       | 1區、8區        |
|            | 杜伊樂麗          |          |                                           | 巴黎       | 1區             |
|            | 皇家宮-盧浮宮     |          | (M) · (7)                                 | 巴黎       | 1區             |
|            | 盧浮-里沃利       |          |                                           | 巴黎       | 1區             |
|            | 沙特莱            |          | （沙特莱-大堂）                           | 巴黎       | 1區、4區        |
|            | 市政廳            |          | (M) · (11)                                | 巴黎       | 4區             |
|            | 聖保羅            |          |                                           | 巴黎       | 4區             |
|            | 底                |          | (M) · (5) · (8)                           | 巴黎       | 4區、11區、12區 |
|            | 里昂站            |          | TGV、Thello、TER勃艮第-弗朗什-孔泰        | 巴黎       | 12區            |
|            | 勒伊-狄德羅       |          | (M) · (8)                                 | 巴黎       | 12區            |
|            | 民族              |          | (M) · (2) · (6) · (9) · (RER) · (A)       | 巴黎       | 11區、12區      |
|            | 文森門            |          | (T) · (3) · (3b)                          | 巴黎       | 12區、20區      |
|            | 聖芒代            |          |                                           | 馬恩河谷省 | 圣芒代          |
|            | 贝罗              |          |                                           | 馬恩河谷省 | 圣芒代、万塞讷  |
|            | 文森城堡          |          | （万塞讷，出站轉乘，步行500公尺）         | 馬恩河谷省 | 12區、万塞讷    |

### 车站设施
除拉德芳斯广场站和巴士底站为地面车站外，1号线车站均为地下车站。大部分车站都设有两个侧式月台，右上左下。唯独拉德芳斯站和拉德芳斯广场站为岛式月台。马约门站常作为列车调试点，故设有4个双双成对的不直接相通的侧式月台，最北和最南的两个月台供列车停靠。文森門站为旧终点站，路轨在此成一环形，故两个侧式月台相隔并且不平行。文森城堡终点由于邻近車廠，为方便列车调度，设有两个岛式月台。
全线所有车站都设有自动售票机、咨询处、列车即时资讯显示器，部分车站设有残障人士设施和升降机。

### 车站曾用名

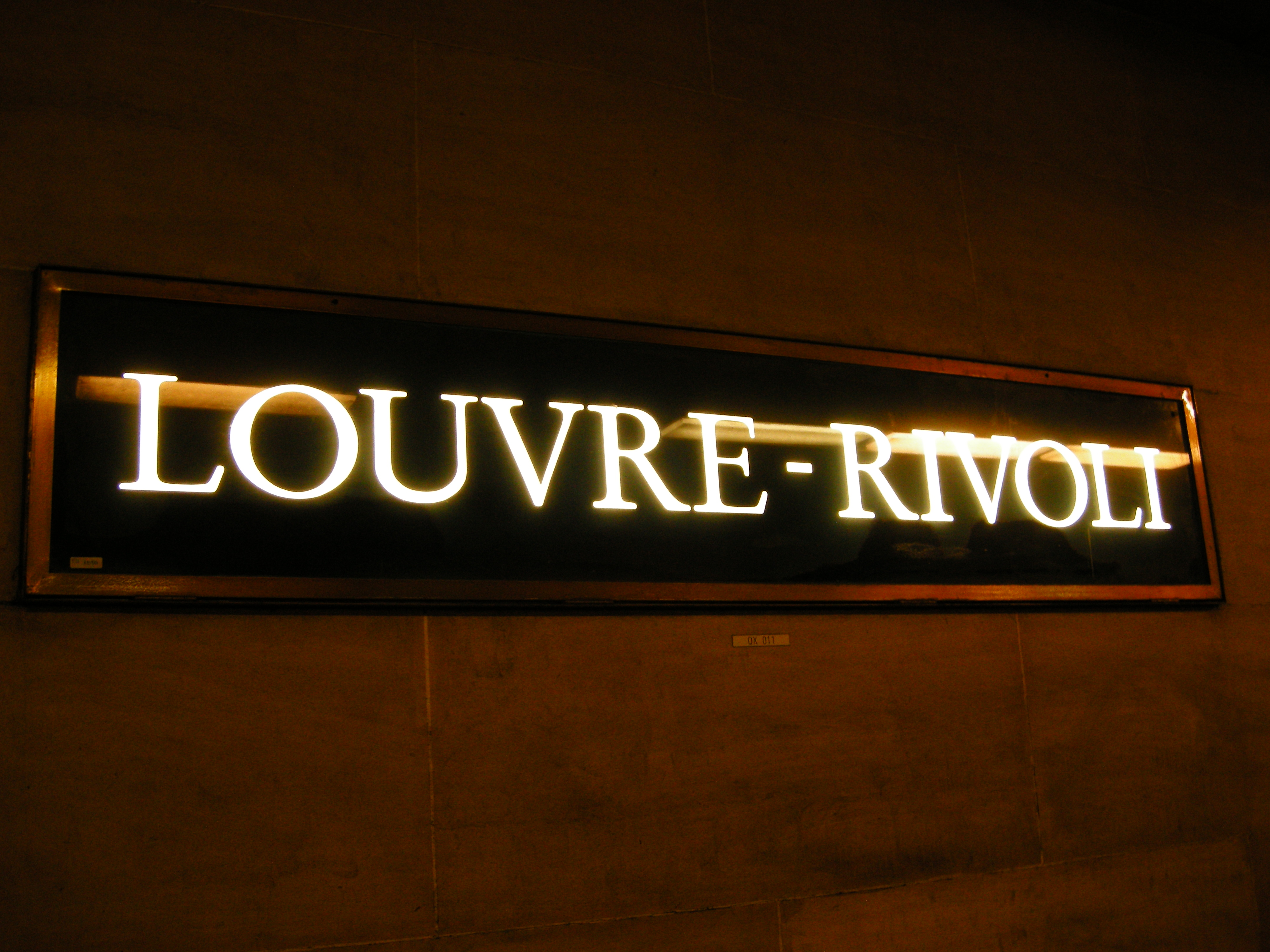
卢浮-里沃利站的站名字体

- 乔治五世站在1920年5月27日之前名叫「阿尔玛车站」
- 勒伊-狄德罗站在1931年5月5日之前名叫「勒伊车站」
- 香榭丽舍-克列孟梭站在1931年5月20日之前名叫「香榭丽舍车站」
- 圣芒代站经过两次改名：1937年4月26日由「图雷勒」（Tourelle）改名「圣芒代-图雷勒」（Saint-Mandé - Tourelle），2002年7月16日后改用现名。
- 富兰克林·D·罗斯福站亦经过两次改名：1942年10月6日由「马波夫」改名「马波夫-香榭丽舍圓環」，1946年10月30日后改用现名。
- 阿根廷站在1948年5月25日之前名叫「使命」
- 凯旋门站在1970年之前只是简单的命名为「Étoile」
- 为了不让前往卢浮宫的游客产生混淆，「王宫」和「卢浮」两站于1989年分别改名为王宫-卢浮宫和卢浮-里沃利，因为王宫站的地上部分即是卢浮宫博物馆，而卢浮站的地面是里沃利商业街。
- 拉德芳斯站原名曾带有「大拱门」，1997年之後取消此字樣。

### 车站特色

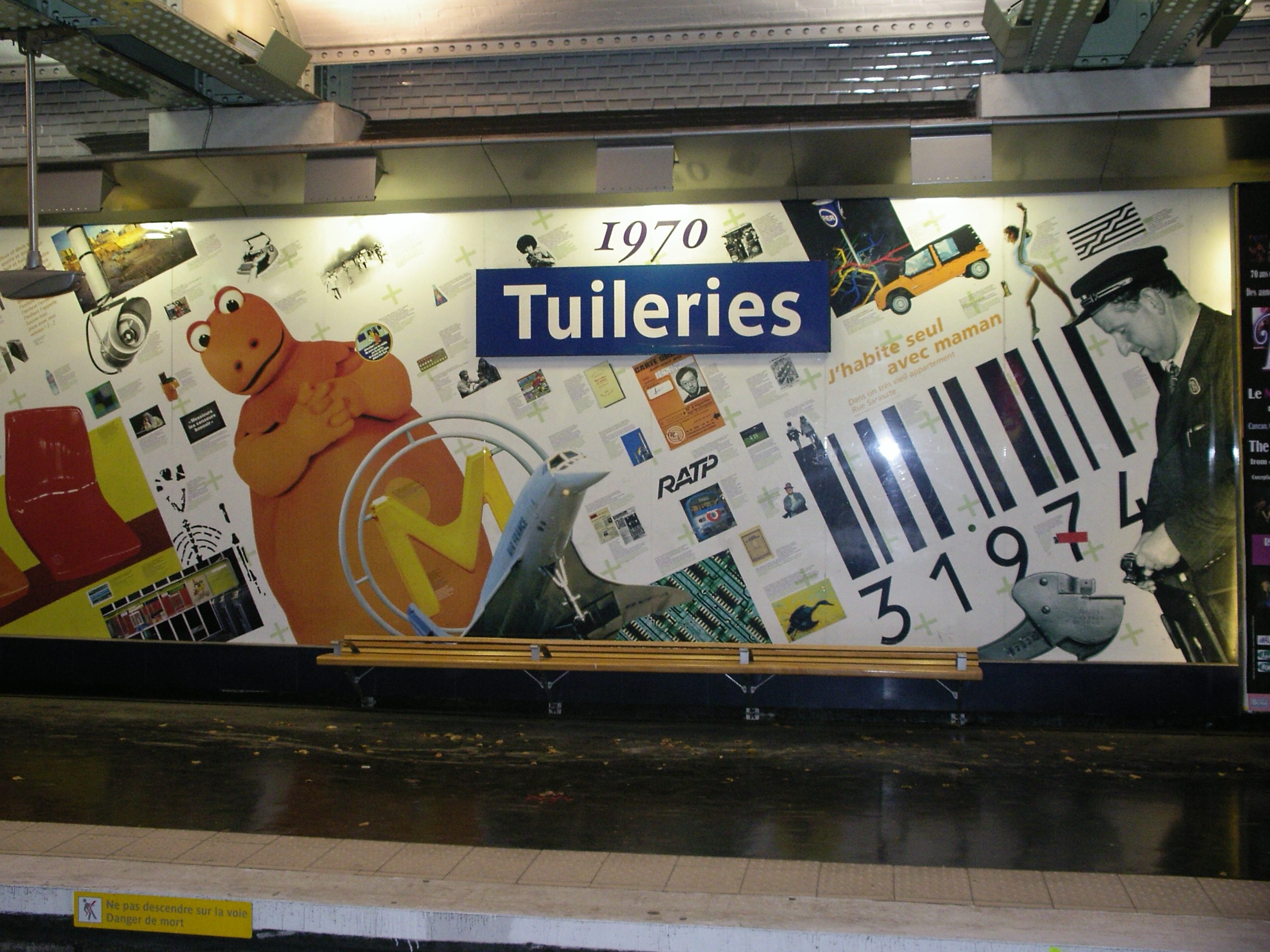
杜伊乐丽站的装饰

- 富兰克林·D·罗斯福站的装饰曾经经过调整，采用窗花装饰，与传统的巴黎地铁站特色大相径庭。不过在2007年的翻新过程中，该装饰已被移除，惟在9号线月台进行保留。
- 香榭丽舍-克列孟梭站的装饰和地面附近的科学馆相近
- 杜伊乐丽站的装饰是百年回顾的历史画卷
- 卢浮-里沃利站的装饰和卢浮宫的艺术气息完美的融合在一起
- 市政厅站的墙面上记载了巴黎的城市历史
- 巴士底站的墙面上是法国大革命的壁画。另外，该车站横跨在兵工厂港和圣马丹运河上。

## 列車

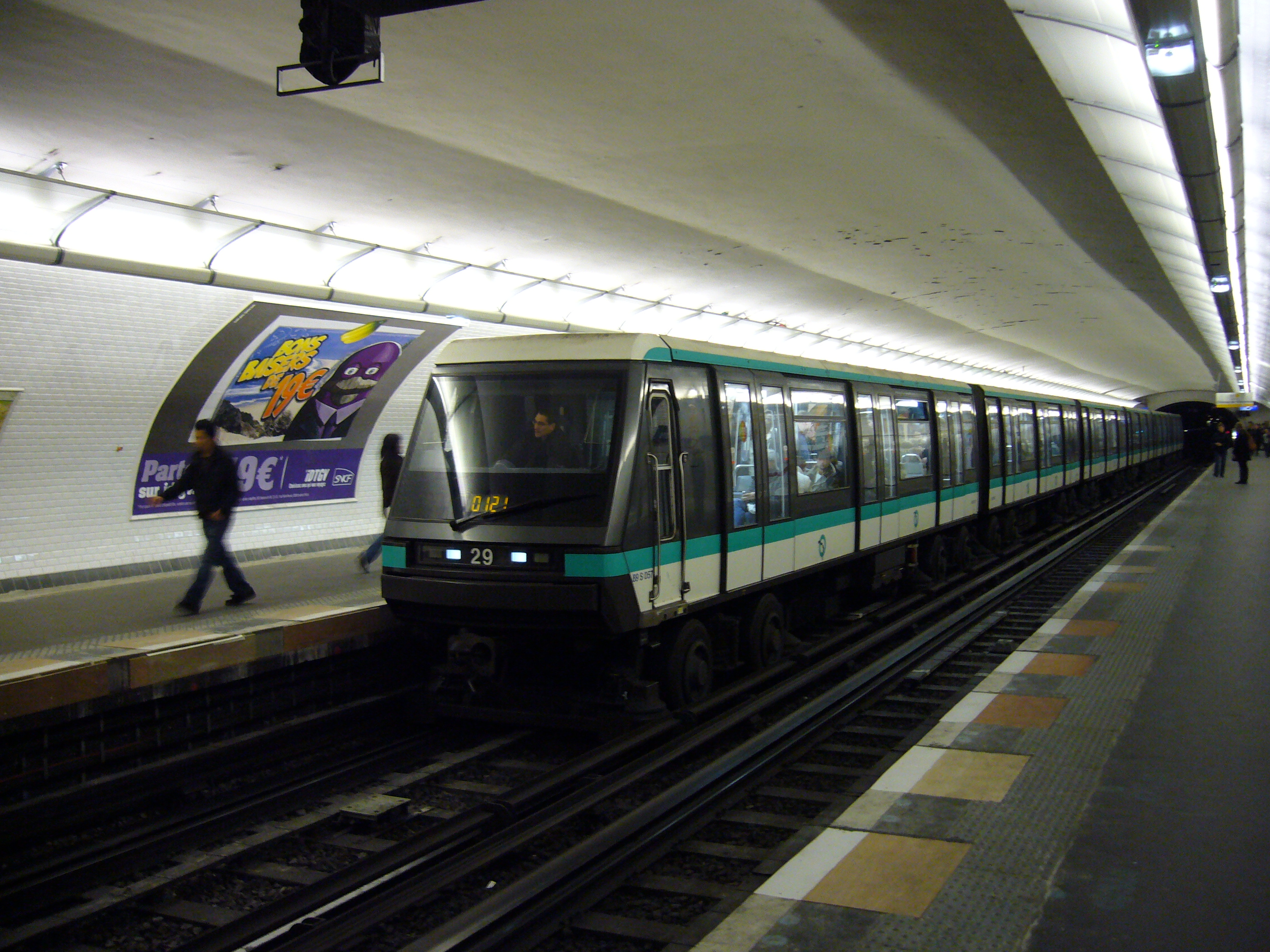
MP 89列车，现在已被MP 05列车所替换

1号线刚通車時使用的车型是M1列车，為木造車廂。由於1903年的車廂起火事件，全部車輛於1913年起逐步換成斯普拉格-汤普森金属车厢。
二战后，1号线的客流量达到其负载量的135%，成为巴黎地铁路网中饱和问题最为嚴重的一條线。基于之前11号线安装胶轮路轨系统的成功经验，当局决定将1号线也转换为胶轮系统，以提高行车效率和运载量。相关工程自1960年底开始，至1963年5月完成，之后至1964年12月使用列车逐步相应的換成5节一組的MP 59列车。后来，又增加到6节一组，因此车站的月台被延长到90米以应容纳全部的车厢长度。
1997年3月27日起，自动化程度较高的MP 89列车投入1號線使用，該車輛設有駕駛室。此后6节一组的MP 89陆续替换固有的MP 59列车，后者转给地铁4号线使用。2009年5月，最新的全自动MP 05列车开始投递给1号线，但并不载客，仅作试运行。2011年5月开始，该车型陆续替换其原有的MP 89列车。2013年4月开始，1号线完全使用MP 05列车，原有的MP 89列车转给4号线使用。

## 使用状况
由于贯通了通勤族密集的巴黎右岸轴线，1号线自1900年开通以来，客流量就一直居高不下，特别是二战以后，其擁擠的人潮成为巴黎地铁系统的一大為人詬病之處。RATP采取了多种方法来缓解該線運量压力，包括更新为胶轮列车、增大载客量、增加发车频率，其中最重要的当属开通与之平行的RER A线，於1970年代末开通以后，1号线的客流量降低了25%。但1992年随着线路西延至拉德芳斯，客流量又稳定的增长了21.5%（2004年）。
尽管高峰时段的发车频率达到了1分钟45秒，采用的车厢一次性可满载720人，1号线的饱和状况仍然没有缓解的迹象。有不少人认为，这种现象是西部拉德芳斯商业区持续发展，而东部的住宅区不断增加造成的。
另外，1号线上的游客数量远高于其他地铁线路，因为该线贯通了巴黎市区的多个旅游景点和商業區。
| 年份              | 1992  | 1993  | 1994  | 1995  | 1996  | 1997  | 1998  | 1999  | 2000  | 2001  | 2002  | 2003  | 2004  | 2008 | 2010 |
| 客流量 （百万人） | 132,9 | 136,1 | 137,5 | 120,6 | 133,2 | 134,1 | 139,6 | 144,4 | 153,8 | 157,1 | 154,6 | 152,2 | 161,6 | 213  | 207  |

1号线当中有几个车站的客流量要高于线上的其他车站，如下所示：
- 里昂车站年均1578万人（不包括14号线）
- 巴士底站1304万人
- 夏特雷站1284万人
- 拉德芳斯站1281万人
- 富兰克林·D·罗斯福站1219万人
- 市政厅站1203万人

## 未來計畫

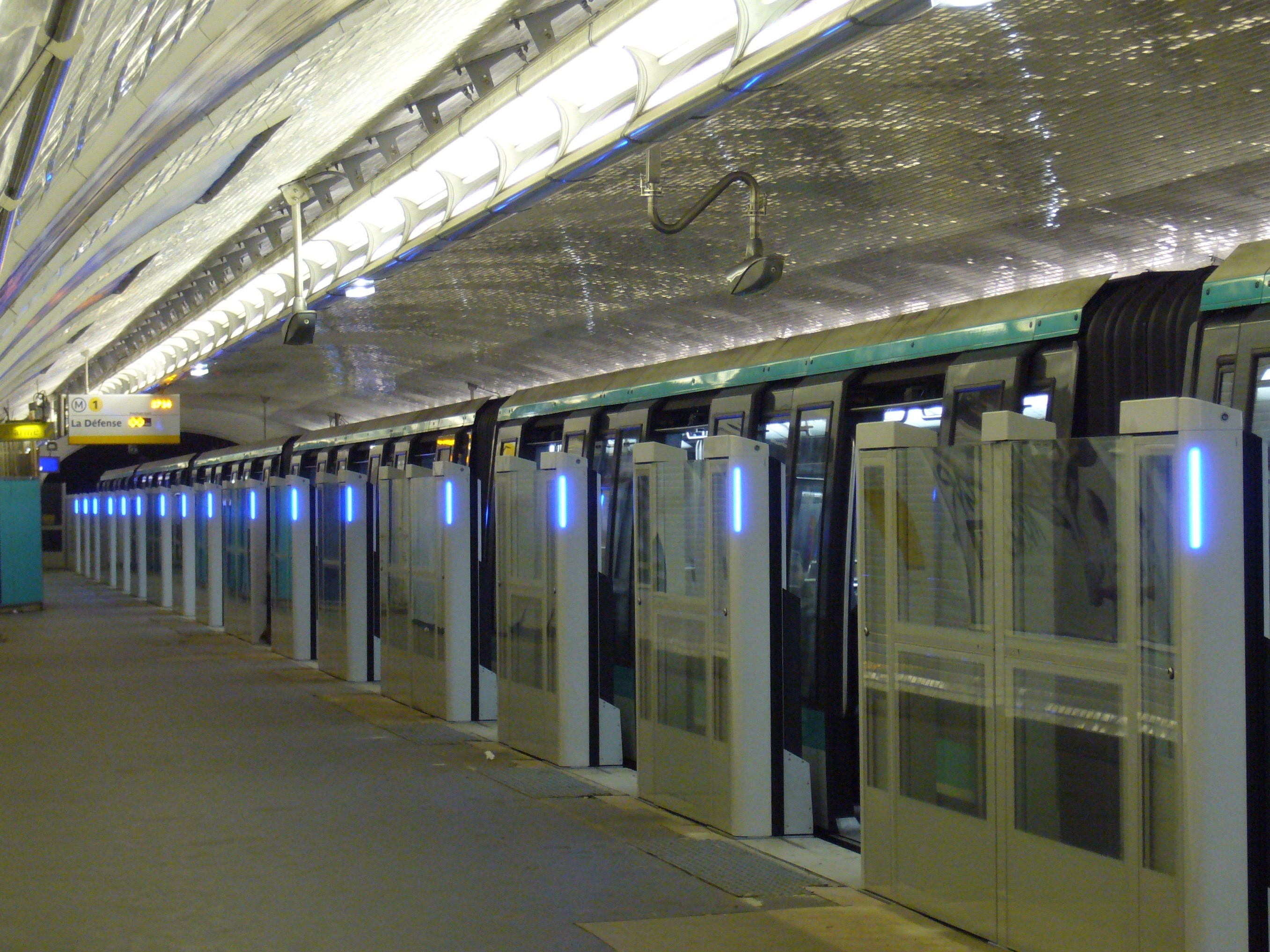
贝洛车站已经加装了月台闸门

### 线路延伸

#### 东延段
根据法兰西岛规划办（SDRIF）的提议，由法兰西岛大区议会于2008年9月25日通过1号线向东延长的方案，即于2007－2013年延长至丰特奈苏布瓦，1号线现时在彼处设有车厂。该延长线可以缓解118路公交车的饱和状况。

#### 西延段
SDRIF在2006年2月宣称，1号线计划自拉德芳斯商業區延伸至楠泰尔市中心，该计划将在2014－2030年间完成。
有关更长远的延伸计划称线路将延长至吕埃-马尔迈松，但未来的大巴黎快线（Grand Paris Express）大幅減少了该计划的必要性。

## 周边主要旅游景点

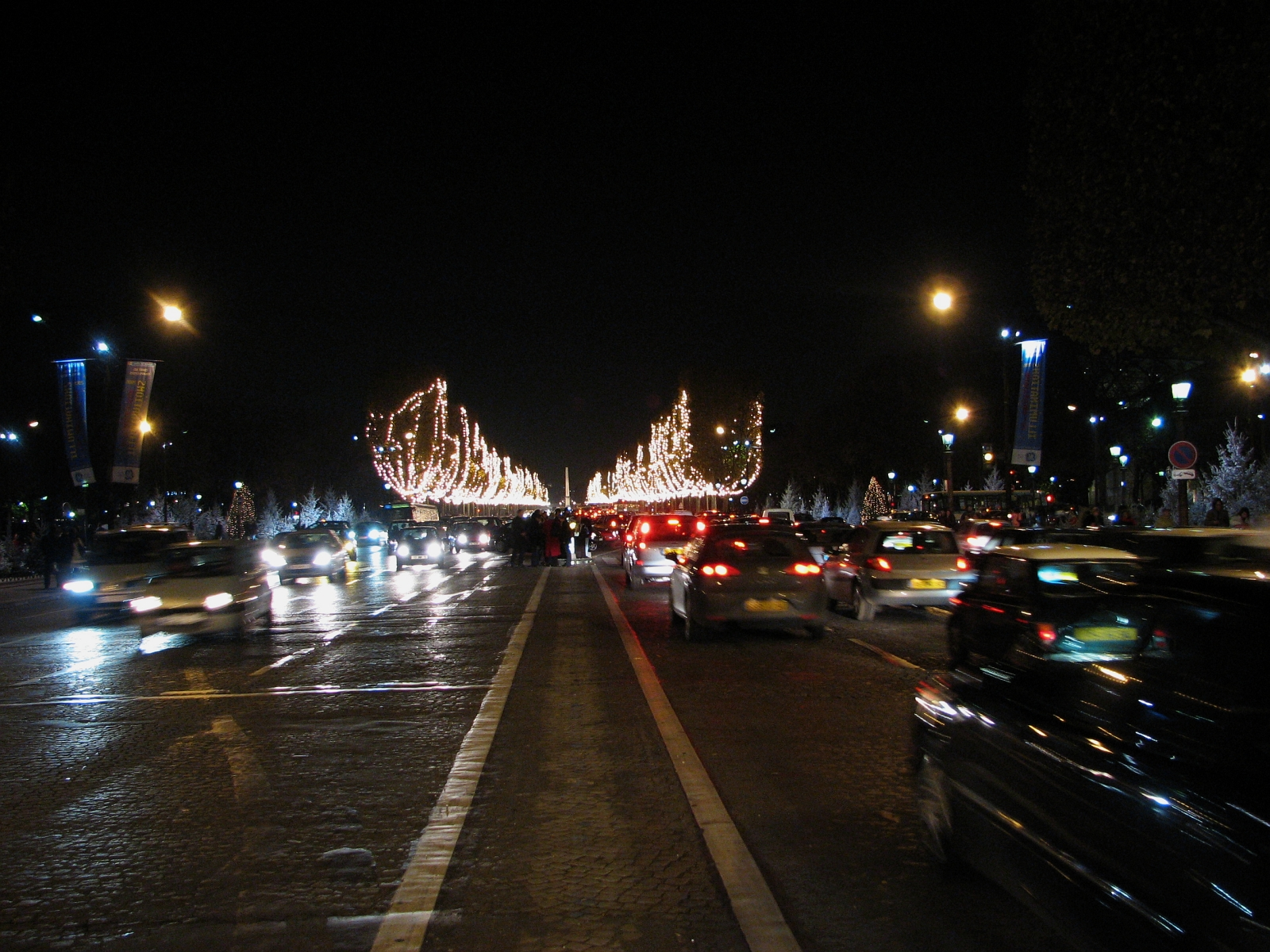
新年夜的香榭丽舍大街

1号线周边有丰富的觀光景點：
- 拉德芳斯大拱门
- 凯旋门
- 香榭丽舍大街
- 巴黎大皇宫
- 巴黎小皇宫
- 协和广场
- 杜伊乐丽花园
- 卢浮宫
- 巴士底广场
- 文森城堡